# Diana Burnwood
Diana Penelope Burnwood, dite Diana Burnwood, est un personnage de jeu vidéo. Elle apparaît dans la série de jeux Hitman, créée en 2000 par IO Interactive, dont elle est l'un des personnages principaux. Elle est l'agent de liaison de l'agent 47, personnage contrôlé par le joueur dans l'ensemble des jeux de la série. 

## Présentation
Diana Burnwood est agent de liaison pour le compte de l'ICA, puis plus tard à son compte en tant que freelancer, travaillant en équipe avec l'agent 47 et lui fournissant les informations nécessaires à ses missions.
Avant chaque mission, elle délivre un rapide briefing, informant le joueur sur l'identité des cibles, leurs parcours, leurs motivations et d'éventuels objectifs annexes. 
Elle possède des yeux marron et des cheveux roux, et est originaire d'Angleterre, née dans une famille aisée de la basse noblesse britannique.
Elle est recrutée par l'ICA et devient rapidement la responsable de formation et l'amie de l'agent 47 à son arrivée en tant qu'assassin de l'Agence. Elle s'oppose aux décisions de son supérieur et chef de l'Agence, Erich Soders, dans le but de donner une seconde chance à 47. Soders s’avérera être la taupe de l'organisation Providence au sein de l'Agence.

## Histoire dans les jeux
Dans le prologue de Hitman 1 (2016), on découvre Diana Burnwood et l'agent 47 à leur entrée dans l'agence. Burnwood soutient 47 dans les tests qu'il passe et face à Erich Soders. 